# Cusino

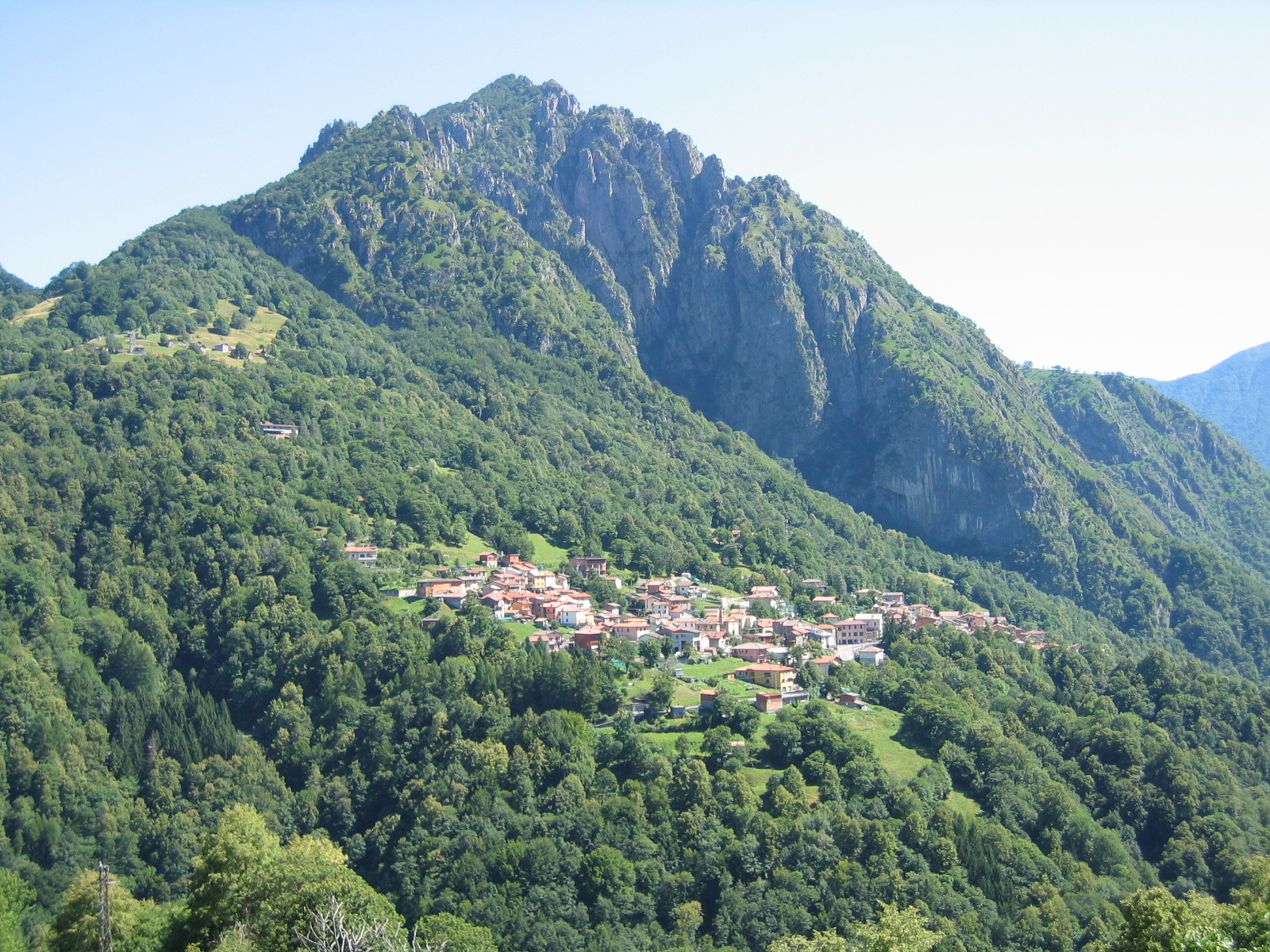
Panorama von Cusino am Monte Pidaggia

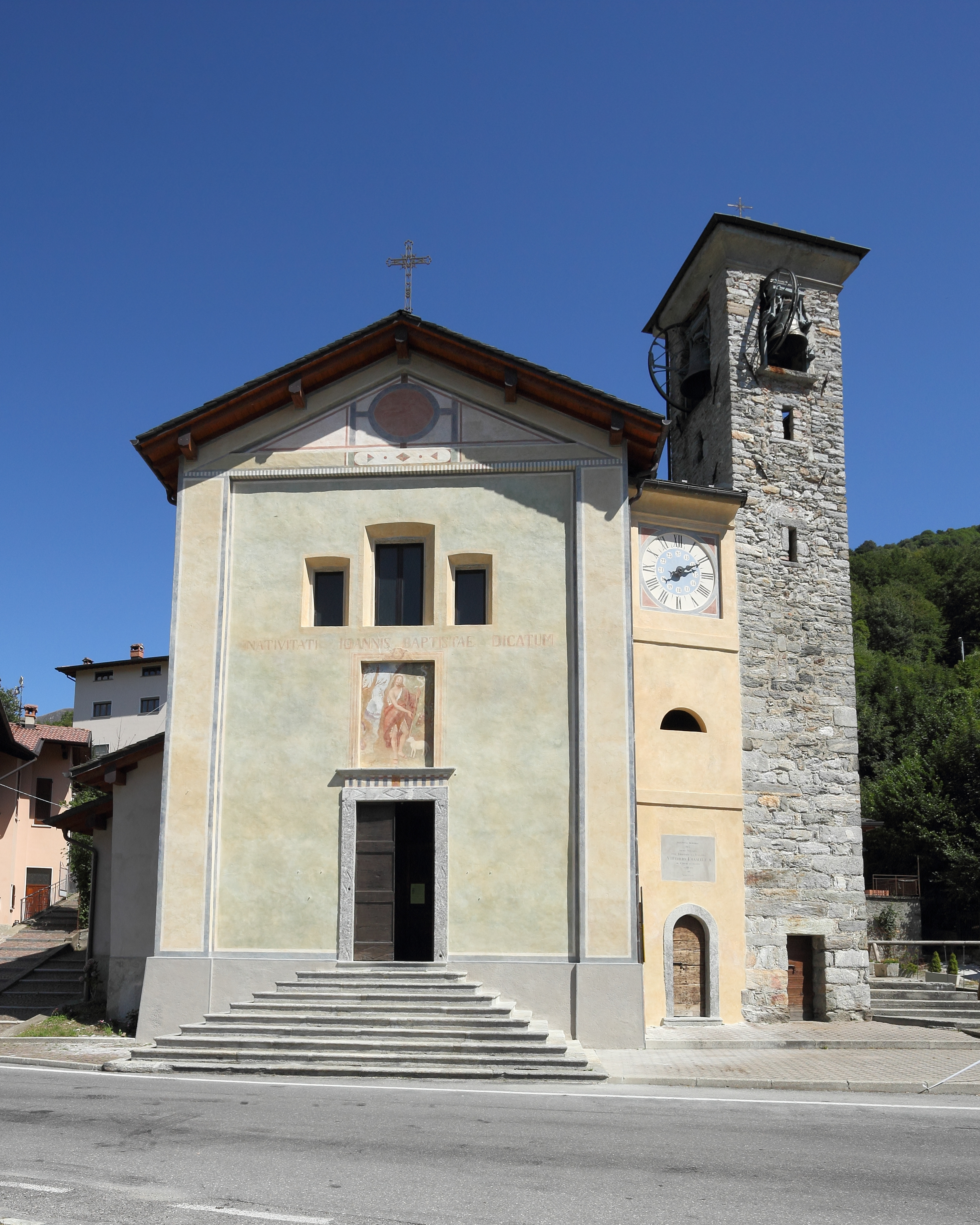
Pfarrkirche San Giovanni Battista

Cusino ist eine norditalienische Gemeinde (comune)  in der Lombardei in der Provinz Como. 

## Lage und Einwohner
Cusino liegt im Val Cavargna an der SP 10 oberhalb Carlazzo auf rund 800 m s.l.m. am Fuße des Berges Monte Pidaggia (1528 m s.l.m.) und überragt vom "Sasso di Cusino". Die Gemeinde liegt rund 50 km nördlich von Como entfernt. Die Gemeinde bedeckt eine Fläche von 9,7 km² und besteht aus den fünf Ortsteilen (Fraktionen), Cusino, Palla, Campanile, Bertogno und dem fast unbewohnten Pomè, mit zusammen 235 Einwohnern (Stand 31. Dezember 2023).
Die Nachbargemeinden sind Carlazzo, Garzeno, Grandola ed Uniti, San Bartolomeo Val Cavargna.

### Bevölkerungsentwicklung
- Fusion mit Carlazzo im 1812.

## Sehenswürdigkeiten
- Pfarrkirche Natività di San Giovanni Battista (16. Jahrhundert)[2]
- Kirche Santa Maria Ausiliatrice (1883)[3]
- Kirche Sant’Ambrogio (1909)[4]